# Czerneliwka
Czerneliwka – wieś na Ukrainie, w obwodzie chmielnickim, w rejonie krasiłowskim.